# 大同 (日本)
大同（）は、日本の元号の一つ。延暦の後、弘仁の前。806年から810年までの期間を指す。この時代の天皇は平城天皇、嵯峨天皇。
桓武天皇崩御後践祚した平城天皇が即座に改元したことについて「日本後紀」は、「臣子の心、一年に二君あるにしのびず」と非難している。

## 改元
- 延暦25年5月18日（ユリウス暦806年6月8日）：改元。
- 大同5年9月19日（ユリウス暦810年10月20日）：弘仁に改元。

## 大同年間の出来事
- 元年（806年）
  - 5月18日 - 平城天皇が即位。
  - 5月19日 - 神野親王が立太子。
  - 5月 - 六道観察使を置く。
- 2年(807年)
  - 東北地方の数多くの神社仏閣の創設に関わる縁起が語られている。清水寺、長谷寺また善通寺をはじめとする四国遍路八十八ヵ所の1割以上がこの年が創設年であるとされている。
  - 2月 - 古語拾遺が編纂される。
  - 4月 - 参議の号を廃し、観察使を置く。近衛府を左近衛府、中衛府を右近衛府とする。
- 4年（809年）
  - 4月1日 - 平城天皇が退位し神野親王が践祚（嵯峨天皇）。
  - 4月13日 - 嵯峨天皇が即位。
- 5年(810年)
  - 3月 - 嵯峨天皇が蔵人所設置。蔵人頭には藤原冬嗣・巨勢野足。
  - 9月6日 - 平城上皇が平城京還都を宣言して嵯峨天皇と対立、最終的に天皇側が武力で鎮圧する（薬子の変）。
  - 9月13日 -  大伴親王が立太子。

## 西暦との対照表
※は小の月を示す。
| 大同元年（丙戌） | 一月※    | 二月 | 三月※   | 四月 | 五月※ | 六月※ | 閏六月 | 七月※ | 八月※ | 九月  | 十月    | 十一月  | 十二月   |
| ---------------- | -------- | ---- | ------- | ---- | ----- | ----- | ------ | ----- | ----- | ----- | ------- | ------- | -------- |
| ユリウス暦       | 806/1/24 | 2/22 | 3/24    | 4/22 | 5/22  | 6/20  | 7/19   | 8/18  | 9/16  | 10/15 | 11/14   | 12/14   | 807/1/13 |
| 大同二年（丁亥） | 一月※    | 二月 | 三月※   | 四月 | 五月※ | 六月※ | 七月   | 八月※ | 九月  | 十月※ | 十一月  | 十二月※ |          |
| ユリウス暦       | 807/2/12 | 3/13 | 4/12    | 5/11 | 6/10  | 7/9   | 8/7    | 9/6   | 10/5  | 11/4  | 12/3    | 808/1/2 |          |
| 大同三年（戊子） | 一月     | 二月 | 三月※   | 四月 | 五月  | 六月※ | 七月※  | 八月  | 九月※ | 十月※ | 十一月  | 十二月  |          |
| ユリウス暦       | 808/1/31 | 3/1  | 3/31    | 4/29 | 5/29  | 6/28  | 7/27   | 8/25  | 9/24  | 10/23 | 11/21   | 12/21   |          |
| 大同四年（己丑） | 一月※    | 二月 | 閏二月※ | 三月 | 四月  | 五月※ | 六月   | 七月※ | 八月  | 九月※ | 十月    | 十一月※ | 十二月   |
| ユリウス暦       | 809/1/20 | 2/18 | 3/20    | 4/18 | 5/18  | 6/17  | 7/16   | 8/15  | 9/13  | 10/13 | 11/11   | 12/11   | 810/1/9  |
| 大同五年（庚寅） | 一月※    | 二月 | 三月※   | 四月 | 五月※ | 六月  | 七月   | 八月※ | 九月  | 十月  | 十一月※ | 十二月※ |          |
| ユリウス暦       | 810/2/8  | 3/9  | 4/8     | 5/7  | 6/6   | 7/5   | 8/4    | 9/3   | 10/2  | 11/1  | 12/1    | 12/30   |          |